# Daniel Baldwin
Daniel Leroy Baldwin (ur. 5 października 1960 w Massapequa) – amerykański aktor, producent i reżyser filmowy oraz telewizyjny.

## Życiorys

### Wczesne lata
Urodził się jako trzeci z sześciorga dzieci – w amerykańsko-irlandzkiej katolickiej rodzinie, mającej odległe francuskie korzenie. Jego ojciec, Alexander Baldwin Jr. był nauczycielem historii szkoły średniej i sympatykiem piłki nożnej, zmarł w wieku 55. lat w 1983. Jego matka Carol Baldwin (z domu Martineau, ur. 1930) pokonała chorobę raka piersi i została założycielką Centrum Raka Piersi Carol M. Baldwin przy Szpitalu Uniwersyteckim w Stony Brook.
Wychował się z trzema braćmi – starszym Alekiem (ur. 1958) i dwoma młodszymi – Williamem (ur. 1963) i Stephenem (ur. 1967), którzy zostali również aktorami – oraz dwiema siostrami – starszą Elizabeth Keuchler (ur. 1955) i młodszą Jane Baldwin Sasso (ur. 1965). Daniel Baldwin to także starszy kuzyn aktora Josepha Baldwina (ur. 1970).
Uczęszczał do nowojorskiej Massapequa High School. Po ukończeniu Nassau Community College, w Garden City, w stanie Nowy Jork, podjął studia na wydziale psychologii na Ball State University w Muncie, w stanie Indiana, lecz po roku porzucił te studia.

### Kariera
Po swoim debiucie w dramacie telewizyjnym NBC Zbyt dobry, by był prawdziwy (Too Good to Be True, 1988) z Loni Anderson i Patrickiem Duffym, znalazł się w obsadzie dramatu wojennego Olivera Stone’a Urodzony 4 lipca (Born on the Fourth of July, 1989) z Tomem Cruise’em. Stał się znany z takich filmów jak Phoenix (1998), Wielki niedźwiedź (Wild Grizzly, 1999), Nagi świadek (Bare Witness, 2001), Rodzina w potrzasku (Dynamit, 2002) czy Paparazzi (2004).
Na małym ekranie wystąpił w roli detektywa Beau Feltona w serialu telewizyjnym NBC Mord: Życie na ulicy (Homicide: Life on the Street, 1993–1995). Zagrał postać Erniego Watsona w telewizyjnym filmie science fiction Cywilizacja jaszczurów (Anonymous Rex, 2004).
2 lutego 1998 znalazł się w szpitalu w stanie krytycznym po tym, jak przedawkował narkotyki.
Debiutował jako reżyser filmem sensacyjnym Upadek (Fall, 2000) z Michaelem Madsenem.
19 lipca 2006 trafił na posterunek policji w Los Angeles za niebezpieczną jazdę. Jechał on przez zakorkowane ulice miasta z prędkością 140 km/h, zatrzymał się, wpadając w dwa zaparkowane samochody.

### Życie prywatne
W latach 1978–1984 był związany z ukochaną ze szkoły średniej Cheryl, która była jego pierwszą żoną i z którą ma córkę Kahleę (ur. 1983). 11 kwietnia 1990 ożenił się z Elizabeth – aktorką, z którą zagrał w filmie Mordercza rozgrywka (Knight Moves, 1992). Mają córkę Alexandrę (ur. 1994), która po rozwodzie rodziców (1996) mieszkała w Anglii wraz z matką i ojczymem, a teraz osiedliła się w Bonita Springs na Florydzie.
W latach 1996–2005 był związany z aktorką Isabellą Hofmann (ur. 1958), którą poznał na planie serialu Mord: Życie na ulicy (Homicide: Life on the Street). Mają syna Atticusa (ur. 13 lipca 1996). 28 lipca 2007 poślubił byłą brytyjską modelkę Joanne Clare Smith, z którą ma dwie córki: Avis Ann (ur. 17 stycznia 2008) i Finley Rae Martineau (ur. 7 sierpnia 2009). 19 października 2011 Joanne Smith-Baldwin złożyła pozew o rozwód. W listopadzie 2014 roku Baldwin ogłosił swoje zaręczyny z przedsiębiorczynią Robin Sue Hertz Hempel.

## Filmografia

### Filmy fabularne
- 1989: Urodzony 4 lipca (Born on the Fourth of July) jako weteran na Zjeździe Demokratycznym
- 1991: Harley Davidson i Marlboro Man (Harley Davidson and the Marlboro Man) jako Alexander
- 1991: Same kłopoty (Nothing But Trouble) jako Artie, diler narkotykowy
- 1992: Przypadkowy bohater (Hero) jako strażak Denton
- 1992: Mordercza rozgrywka (Knight Moves) jako detektyw Andy Wagner
- 1995: Obsesja gliniarza (Bodily Harm) jako Sam McKeon
- 1996: Trees Lounge jako Jerry
- 1996: Nieugięci (Mulholland Falls) jako McCafferty
- 1996: Yesterday’s Target jako Paul Harper
- 1997: Najeźdźca (The Invader) jako Jack
- 1998: Na granicy (On the Border) jako Ed
- 1998: Przyjęcie urodzinowe (The Treat) jako Tony
- 1998: Projekt 'Pandora' (The Pandora Project) jako kpt. John Lacy
- 1998: Phoenix jako James Nutter
- 1998: Łowcy wampirów (Vampires) jako Anthony Montoya
- 1998: Desert Thunder jako Lee Miller
- 1998: Kosmiczny terror (Fallout) jako J.J. ‘Jim’ Hendricks
- 1998: Zabójcza miłość (Love Kills) jako Danny Tucker
- 1999: Silicon Towers jako Tom Neufield
- 1999: Kręgi na wodzie (Water Damage) jako Paul Preedy
- 1999: Tajna broń (Active Stealth) jako kpt. Murphy
- 2000: Double Frame jako detektyw Frank Tompkins
- 2000: Fall jako Anthony Carlotti
- 2000: Net Worth jako Robert Freedman
- 2000: Silver Man jako Eddy
- 2000: Tunel (Tunnel) jako Seale
- 2000: Gamblin jako Pike
- 2001: Ancient Warriors jako Jasper ‘Jaz’ Harding
- 2001: Pościg (In Pursuit) jako Rick
- 2002: Nagi świadek (Bare Witness) jako detektyw Killian
- 2002: Dynamite jako Alpha
- 2002: www.seks.com (Stealing Candy) jako Walt Gearson
- 2003: Vegas Vamps
- 2003: Lustro zbrodni jako Mayor Block
- 2003: Król mrówek (King of the Ants) jako Ray Mathews
- 2004: Paparazzi jako Wendell Stokes
- 2004: Irlandzkie oczy (Irish Eyes) jako Sean Phelan
- 2004: The Real Deal jako Vince Vasser
- 2004: The Blue Rose jako Eddie
- 2005: Shut Up and Shoot!
- 2005: Boardwalk Poets jako Russo
- 2005: Sidekick jako Chuck
- 2006: I'll Be There with You jako Constantine
- 2006: Final Move jako Jasper Haig
- 2011: Święta na całego (Christmas with a Capital C) jako Mitch Bright
- 2018: Pocałunek śmierci (Death Kiss) jako Dan Forthright

### Filmy TV
- 1988: Zbyt dobry, by był prawdziwy (Too Good to Be True) jako Leif
- 1989: Wydarzyło się w Los Angeles (L.A. Takedown) jako Bobby Schwartz
- 1991: Bohaterowie „Pustynnej Burzy” (The Heroes of Desert Storm) jako sierżant Ben Pennington
- 1992: Ned Blessing (Ned Blessing: The True Story of My Life) jako Ned Blessing
- 1993: Kobieta olbrzym (Attack of the 50 Ft. Woman) jako Harry Archer
- 1994: Car 54, Where Are You? jako Don Motti
- 1994: Dead on Sight jako Caleb Odell
- 1995: Rodem z policji (Family of Cops) jako Ben Fein
- 1996: Zła miłość (Twisted Desire) jako William Stanton
- 1999: Grizzly (Wild Grizzly) jako Harlan Adams
- 2000: Księżyc śmierci (Killing Moon) jako Frank Conroy
- 2000: Mord: Życie na ulicy (Homicide: The Movie) jako Beau Felton
- 2003: Dom otwarty (Open House) jako Król
- 2004: Cywilizacja jaszczurów (Anonymous Rex) jako Ernie Watson
- 2005: Our Fathers jako Angelo DeFranco

### Seriale TV
- 1990: Sydney jako Cheezy
- 1993–1995: Mord: Życie na ulicy (Homicide: Life on the Street) jako detektyw Beauregard ‘Beau’ Felton

### Producent
- Triggermen (2002)
- Nagi świadek  (Bare Witness, 2002)

### Reżyser
- Fall (2000)
- Tunel (Tunnel, 2000)